# 指先/COME ON
「指先/COME ON」（ゆびさき／カモン）は、GRAPEVINEの20枚目のシングルである。2007年2月7日発売。

## 解説
- 前作から約4か月半振りのリリース。アルバム『From a smalltown』の先行シングルとなった。1万枚限定生産で、スタジオ・ライヴの模様が収録されたDVDが付いている。
- 「その未来/アダバナ」以来となる両A面シングルだが、前回とは違ってPVが作られたのは「指先」のみである。
- シングルでは「会いにいく」以来、約3年5か月振りにオリコンチャートのトップ20にランクインした。

## 収録曲
1. 指先（作詞：田中和将/作曲：亀井亨）
中京テレビ『いただきマッスル!』2007年度3月エンディングテーマ。
亀井がシングル曲を手がけたのは「その未来」以来である。
サポートメンバーである高野勲が初めてPVに出演した曲でもある。
2. COME ON（作詞：田中和将/作曲：GRAPEVINE）
映画『フライ・ダディ・フライ』韓国版イメージソング。

## DVD
1. FLY
2. リトル・ガール・トリートメント
音源から半音上げた状態で収録されている。
3. スレドニ・ヴァシュター
新曲。後に『From a smalltown』に収録された。
4. Our Song